# Airplanes
«Airplanes» — второй сингл рэпера B.o.B из его дебютного студийного альбома B.o.B Presents: The Adventures of Bobby Ray, исполненный в дуэте с вокалисткой группы Paramore Хэйли Уильямс. Авторами музыки и текста припева являются члены хип-хоп дуэта Kinetics & One Love. Сингл появился в радиоэфире 27 апреля 2010 года. Вторая версия песни, «Airplanes, Part II», с участием Эминема была номинирована на «Грэмми» 2011 года в категории Лучшее совместное вокальное поп-исполнение.

## Информация о песне
В одном из интервью Хэйли Уильямс рассказала, что согласилась принять участие в записи, поскольку ей понравилась песня. B.o.B утверждал, что он «всегда был фанатом Хэйли» и не ожидал, что она так быстро согласится; оба артиста записали свои части отдельно и никогда не встречались лично из-за несовместимых графиков выступлений. B.o.B и Хэйли Уильямс впервые встретились для совместного исполнения песни на церемонии MTV Video Music Awards 2010.

## Видеоклип
Сцены с Хэйли Уильямс были сняты раньше, чем B.o.B. приступил к съёмкам клипа из-за гастрольного графика Уильямс и Paramore. Режиссёром клипа стал Хиро Мураи. Премьера видео состоялась 15 июня 2010 года.

## Airplanes, Part II
Вторая версия песни, названная «Airplanes, Part II», включает в себя два новых куплета, исполненных B.o.B, а также куплет, исполненный Эминемом. Музыкальная аранжировка осталась такой же, как в оригинале. основной текст песни несколько поменялся: во второй версии Eminem и B.o.B рассуждают, что было бы, если бы они не стали заниматься музыкой. B.o.B разместил песню на своём официальном аккаунте в Twitter, заявив, что хочет, чтобы она попала в сеть, как и другие песни с его альбома.
B.o.B, Eminem, и Кейша Коул (вместо Хэйли Уильямс) исполнили песню на церемонии вручения премии BET Awards 2010 27 июня в виде попурри, в которое также вошёл отрывок песни Эминема «Not Afraid». «Airplanes, Part II» получила номинацию на «Грэмми» 2011 года в категории лучшее совместное поп-исполнение.

## Позиции в чартах
В течение первой недели после выхода сингла «Airplanes» было продано 138000 его цифровых копий, это позволило песне дебютировать на 5 месте чарта Billboard Hot Digital Songs. В Billboard Hot 100 песня вошла на 12 позицию. Наивысшим достижением песни стало 2 место в Hot 100.
По данным на декабрь 2010 года количество проданных копий «Airplanes» составило около 3,9 миллионов (через цифровую дистрибуцию). Песня заняла 6 место в итоговом годовом списке лучших синглов 2010 года по версии Billboard.
| Чарт (2010)                         | Лучший результат |
| ----------------------------------- | ---------------- |
| Австралия (ARIA)                    | 2                |
| Австрия (Ö3 Austria Top 40)         | 2                |
| Бельгия/Фландрия (Ultratop 50)      | 9                |
| Бельгия/Валлония (Ultratop 50)      | 12               |
| Канада (Billboard Canadian Hot 100) | 2                |
| Чехия (Rádio — Top 100)             | 9                |
| Дания (Tracklisten)                 | 5                |
| European Hot 100 Singles            | 2                |
| Финляндия (Suomen virallinen lista) | 7                |
| SNEP Download Chart                 | 7                |
| Германия (GfK)                      | 8                |
| Венгрия (Rádiós Top 40)             | 2                |
| Ирландия (IRMA)                     | 2                |
| Италия (FIMI)                       | 10               |
| Нидерланды (Dutch Top 40)           | 4                |
| Новая Зеландия (Recorded Music NZ)  | 1                |
| Норвегия (VG-lista)                 | 6                |
| Romanian Top 100                    | 54               |
| Russian Airplay Chart               | 12               |
| Шотландия (OCC Scotland)            | 1                |
| Словакия (Rádio — Top 100)          | 15               |
| Швеция (Sverigetopplistan)          | 10               |
| Швейцария (Schweizer Hitparade)     | 5                |
| Великобритания (OCC UK Singles)     | 1                |
| Великобритания (OCC UK Hip Hop/R&B) | 1                |
| Billboard Hot 100                   | 2                |
| Hot R&B/Hip-Hop Songs               | 65               |
| Rap Songs                           | 2                |
| Mainstream Top 40 (Pop Songs)       | 2                |

| Чарт (2010)       | Позиция |
| ----------------- | ------- |
| Ö3 Austria Top 75 | 35      |
| Ultratop Flanders | 51      |
| Ultratop Wallonia | 91      |
| Canadian Hot 100  | 8       |
| European Hot 100  | 37      |
| Media Control AG  | 23      |
| Dutch Top 40      | 50      |
| UK Singles        | 7       |
| Billboard Hot 100 | 6       |
| Pop Songs         | 2       |
| Rap Songs         | 11      |

## Сертификации и продажи
| Регион | Сертификация  | Продажи   |
| --- | ------------- | --------- |
| Австралия (ARIA) | 4× Платиновый | 280 000^  |
| Австрия (IFPI Austria) | Золотой       | 15 000*   |
| Канада (Music Canada) | 3× Платиновый | 240 000*  |
| Дания (IFPI Danmark) | Платиновый    | 90 000    |
| Германия (BVMI) | 2× Платиновый | 600 000   |
| Италия (FIMI) | Платиновый    | 50 000    |
| Новая Зеландия (RMNZ) | Платиновый    | 15 000*   |
| Великобритания (BPI) | 2× Платиновый | 1,600,000 |
| США (RIAA) | 6× Платиновый | 6 000 000 |
| * Данные о продажах приведены только на основе сертификации. · ^ Данные о тиражах приведены только на основе сертификации. · Данные о продажах + прослушиваниях приведены только на основе сертификации. |               |           |